# Caroline Finkel
Caroline Finkel est une historienne et écrivain britannico-turque établie en Turquie. Elle est titulaire d'un doctorat en histoire ottomane de la School of Oriental and African Studies, université de Londres.

## Biographie
Son livre Osman's Dream, History of the Ottoman Empire 1300-1923 a été publié par John Murray en Angleterre en 2005 et par Basic Books aux États-Unis  (ISBN 0-465-02396-7). Une traduction grecque a été publiée en 2007, une en néerlandais en 2008, et une en russe en 2010. L'édition turque, Rüyadan İmparatorluğa: Osmanlı (2007) en est à sa quatrième édition.
Elle est coauteur d'un guide récent sur la première route de randonnée équestre, pédestre et à bicyclette en Turquie, la Route Evliya Çelebi, l'une des Nouvelles routes culturelles turques. Ce guide est disponible en anglais et en turc.
Parmi ses autres ouvrages, on distingue The Administration of Warfare: the Ottoman Military Campaigns in Hungary, 1593-1606 (1988), et The Seismicity of Turkey and adjacent areas : a historical review, 1500-1800 (1995, également en turc), écrit en collaboration avec N. N. Ambraseys. Elle est membre d'honneur de l'université d'Edimbourg en Écosse, et de l'université d'Exeter en Angleterre.

### Sources
- (en) Cet article est partiellement ou en totalité issu de l’article de Wikipédia en anglais intitulé « Caroline Finkel » (voir la liste des auteurs).